# High as Hope
High as Hope (с англ. — «Высока как надежда») — четвертый студийный альбом английской инди-рок-группы Florence and the Machine, выпущенный 29 июня 2018 года лейблами Republic Records и Virgin EMI Records. Ему предшествовали синглы «Sky Full Of Song» и «Hunger». «Patricia» был выпущен в качестве третьего сингла альбома 10 августа 2018 года.
Альбом был исполнительно спродюсирован самой Флоренс Уэлч вместе с Эмилем Хейни. После «How Big, How Blue, How Beautiful» (2015), High as Hope показывает более минималистские, урезанные постановки и исследует темы душевной боли, семьи и поиска комфорта в одиночестве. Альбом получил положительные отзывы после выпуска, с музыкальными критиками, хвалящими вокальное исполнение Уэлч и личный лиризм.

## Запись альбома
18 апреля 2017 года Натан Уиллет, фронтмен группы Cold War Kids, намекнул в интервью, что четвертый альбом группы находится в работе, выразив, что он сотрудничал с Уэлч. Новость была подтверждена самой Уэлч 27 мая 2017 года в интервью Daily Telegraph. 28 февраля 2018 года барабанщик группы Кристофер Хейден объявил через Instagram, что расстался с группой. В марте 2018 года сайт Dutch Record Store Day сообщил, что новый сингл группы будет выпущен 21 апреля 2018 года, под названием «Sky Full of Song». Позже информация была удалена. Сингл был выпущен 12 апреля 2018 года. Песня сопровождается видеоклипом, режиссером которого выступил AG Rojas. 6 апреля 2018 года BBC объявила, что группа возглавит BBC Music Biggest Weekend 26 мая 2018 года, где группа, как ожидается, дебютирует новую работу. Группа также собирается выступать по всему миру, с концертами, запланированными на 2018 год.
Говоря о названии и темах, затронутых на альбоме в интервью Universal Music, Флоренс Уэлч сказала: «в этом альбоме есть одиночество, и есть проблемы, и боль, и вещи, с которыми я боролась, но главное чувство заключается в том, что у меня есть надежда на них, и это то, что привело меня к этому названию; я собиралась назвать это концом любви, который я на самом деле видела как положительную вещь, потому что это был конец нуждающейся любви, это был конец любви, которая приходит из места отсутствия, это о любви, которая больше и больше это требует столько объяснений. Это может звучать немного отрицательно, но я действительно не думал об этом таким образом.»
«The End of Love» обращается к самоубийству ее бабушки, теме, которую она ранее исследовала в треке из Ceremonials «Only If for a Night».
Давняя участница группы Изабелла Саммерс не выступает на этом альбоме и не занимается написанием песен или продюсерскими титрами.

## Коммерческие показатели
| Совокупная оценка   | Совокупная оценка |
| Источник            | Оценка            |
| ------------------- | ----------------- |
| AnyDecentMusic?     | 7.2/10            |
| Metacritic          | 75/100            |
| Оценки критиков     |                   |
| Источник            | Оценка            |
| AllMusic            | [ 14 ]            |
| The A.V. Club       | B                 |
| The Daily Telegraph | [ 16 ]            |
| The Guardian        | [ 17 ]            |
| The Independent     | [ 18 ]            |
| NME                 | [ 19 ]            |
| Pitchfork           | 5.7/10            |
| Q                   | [ 21 ]            |
| Rolling Stone       | [ 22 ]            |
| The Times           | [ 23 ]            |

«High as Hope» дебютировала на втором месте в британском альбомном чарте, продав 40,304 копий за первую неделю. В Соединенных Штатах альбом дебютировал на втором месте в Billboard 200 с 84 000 эквивалентными альбомам единицами, включая 74 000 чистых продаж альбомов. Это третий американский топ-10 альбом группы Florence and the Machine. «High as Hope» продан в размере 100 800 копий в США по состоянию на 25 августа 2018 года, и 80 700 в Великобритании по состоянию на 19 сентября 2018 года.

## Список композиций
| №                   | Название               | Автор(ы)                                          | Продюсер(ы)                    | Длительность |
| ------------------- | ---------------------- | ------------------------------------------------- | ------------------------------ | ------------ |
| 1.                  | «June»                 | Флоренс Уэлч                                      | Эмиль Хейни Уэлч Бретт Шоу [b] | 3:41         |
| 2.                  | «Hunger»               | Уэлч Тобиас Джессо - младший Хейни Томас Бартлетт | Хейни Уэлч                     | 3:34         |
| 3.                  | «South London Forever» | Уэлч Шоу                                          | Хейни Уэлч Шоу [a]             | 4:22         |
| 4.                  | «Big God»              | Уэлч Jamie xx                                     | Хейни Уэлч Шоу [b]             | 4:01         |
| 5.                  | «Sky Full of Song»     | Уэлч Хейни Бартлетт                               | Хейни Уэлч Бартлетт [b]        | 3:46         |
| 6.                  | «Grace»                | Уэлч Хейни Джессо Самфа Сисэй                     | Хейни Уэлч Шоу [b]             | 4:48         |
| 7.                  | «Patricia»             | Уэлч Хейни Бартлетт                               | Хейни Уэлч Шоу [b]             | 3:37         |
| 8.                  | «100 Years»            | Уэлч                                              | Хейни Уэлч Шоу [b]             | 4:58         |
| 9.                  | «The End of Love»      | Уэлч Джессо                                       | Хейни Уэлч Джессо [a]          | 4:41         |
| 10.                 | «No Choir»             | Уэлч Хейни Эндрю Уайатт                           | Хейни Уэлч                     | 2:29         |
| Общая длительность: | Общая длительность:    | Общая длительность:                               | Общая длительность:            | 39:57        |

Примечания
- ↑  обозначен как сопродюсер.
- ↑  обозначен как дополнительный продюсер.
- "Big God" содержит в себе элементы сэмпла из "Azure Blue", за авторством Саймона Бенсона и Питера Кокса.

## Участники записи

### Музыканты
- Флоренс Уэлч — вокал, ударные (1, 3, 4), перкуссия (1, 4, 5, 7-9), фортепиано (3, 4, 8), дополнительные синтезаторы (1), дополнительные ударные (2)
- Эмиль Хейни — синтезаторы (2-6, 8, 10), ударные (1, 5, 6, 7, 10), дополнительные синтезаторы (1, 7, 9), дополнительные ударные (2-4, 8)
- Бретт Шоу — родес-пиано (1), синтезаторы (3, 4), музыкальное программирование (6), бас (7), дополнительные синтезаторы (6, 7), дополнительные ударные (3, 4), дополнительная перкуссия (8), сопродюсирование (3)
- Томас Бартлетт — фортепиано (1, 2, 7), меллотрон (1, 2, 4, 9), орган (2), синтезаторы (4, 7, 9), бас (5, 9), клавишные (5, 8), дополнительные синтезаторы (8), дополнительное фортепиано (9)
- Эндрю Уайатт — бас (1, 9), фортепиано (10), меллотрон (10), дополнительные синтезаторы (1)
- Джонатан Уилсон — гитары (8), дополнительные ударные (1, 7, 8), дополнительная гитары (2)
- Роб Экройд — гитары (2, 5, 7), укелеле (3)
- Грег Лиз — педальная слайд-гитара (2, 5)
- Карла Азар — ударные (2)
- Том Монгер — арфа (2, 3, 5-8, 10)
- Камаси Вашингтон — саксофон-тенор (3, 4, 8), аранжировка духовых (3, 4, 8)
- Jamie xx — ударные (4), синтезаторы (4)
- Джеймс Гадсон — дополнительные ударные (4)
- Джаспер Рэндалл — сведение вокала (5)
- Анджела Пэрриш — бэк-вокал (5)
- Лесли Стивенс — бэк-вокал (5)
- Самфа Сисэй — фортепиано (6)
- Тобиас Джессо - младший — дополнительные клавишные (6), фортепиано (9)
- Джош Тиллман — дополнительная гитара (8)
- Натан Уиллетт— бэк-вокал (8)
- Лу Лу МакДжанкинс — виолончель (8)

### Техника
- Эмиль Хейни — запись, дополнительная запись (7)
- Бретт Шоу — запись (1-9)
- Тим Монтигю — дополнительная запись (2, 9)
- Морган Страттон — дополнительная запись (2, 5)
- Майкл Харрис — дополнительная запись (2, 4, 5)
- Кейт Грейтлин — дополнительная запись (3, 4, 8)
- Закари Зайдел — ассистент звукорежиссера (2, 5)
- Кристофер Сэрулло — ассистент звукорежиссера (2, 4, 5)
- Деррик Стоквелл — ассистент звукорежиссера (3, 4, 8)
- Мэтт Миско — ассистент звукорежиссера (7)
- Том Элмхирст — микширование
- Джон Дэвис — мастеринг (1, 3-10)
- Боб Людвиг — мастеринг (2)

### Оркестр
- Салли Герберт — аранжировка и дирижирование
- Том Бейли — запись
- Джон Прэстедж — ассистент звукорежиссера
- Олли Каннингем — контроль процесса записи
- Изобел Гриффитс — сведение
- Эми Стюарт — ассистент по сведению
- Эвертон Нельсон — ведущий

### Художественное оформление
- Брайан Реттингер — художественное направление
- Том Берд — фотограф
- Флоренс Уэлч — иллюстрирование

## Чарты
| Чарт (2018)                            | Пиковая позиция |
| -------------------------------------- | --------------- |
| Австралия (ARIA)                       | 2               |
| Австрия (Ö3 Austria)                   | 3               |
| Бельгия/Фландрия (Ultratop)            | 1               |
| Бельгия/Валлония (Ultratop)            | 6               |
| Канада (Canadian Albums Chart)         | 2               |
| Чехия (ČNS IFPI)                       | 26              |
| Нидерланды (Album Top 100)             | 6               |
| Финляндия (Suomen virallinen lista)    | 16              |
| Франция (SNEP)                         | 19              |
| Германия (Offizielle Top 100)          | 5               |
| Греция (IFPI)                          | 17              |
| Венгрия (MAHASZ)                       | 24              |
| Ирландия (IRMA)                        | 2               |
| Италия (Classifica album)              | 6               |
| Новая Зеландия (RMNZ)                  | 2               |
| Норвегия (VG-lista)                    | 5               |
| Польша (ZPAV)                          | 3               |
| Португалия (AFP)                       | 5               |
| Шотландия (Scottish Albums Chart)      | 1               |
| Южная Корея (Gaon)                     | 4               |
| Испания (PROMUSICAE)                   | 4               |
| Швеция (Sverigetopplistan)             | 9               |
| Швейцария (Schweizer Hitparade)        | 2               |
| Великобритания (UK Albums Chart)       | 2               |
| США (Billboard 200)                    | 2               |
| США (Billboard Top Alternative Albums) | 1               |
| США (Billboard Top Rock Albums)        | 1               |

| Чарт (2018)                 | Позиция |
| --------------------------- | ------- |
| Австралия (ARIA)            | 79      |
| Бельгия (Ultratop Flanders) | 31      |
| Бельгия (Ultratop Wallonia) | 189     |
| Великобритания (OCC)        | 56      |
| США (Billboard)             | 53      |

| Чарт (2019)                 | Позиция |
| --------------------------- | ------- |
| Бельгия (Ultratop Flanders) | 187     |

## Сертификации и продажи
| Регион | Сертификация | Продажи |
| --- | ------------ | ------- |
| Польша (ZPAV) | Золотой      | 10 000  |
| Великобритания (BPI) | Золотой      | 100 000 |
| * Данные о продажах приведены только на основе сертификации. ^ Данные о тиражах приведены только на основе сертификации. |              |         |